# Donaciano Vigil
Donaciano Vigil (1802-1877) fue un político estadounidense que se desempeñó como segundo gobernador del Territorio de Nuevo México. Nacido como súbdito de la Corona española en Santa Fe de padres nuevomexicanos, sirvió en las milicias durante el gobierno mexicano. Después de la intervención estadounidense en México y la anexión de Nuevo México por Estados Unidos, Vigil ayudó a facilitar la transición al gobierno estadounidense.

## Primeros años y servicio militar (hasta 1846)

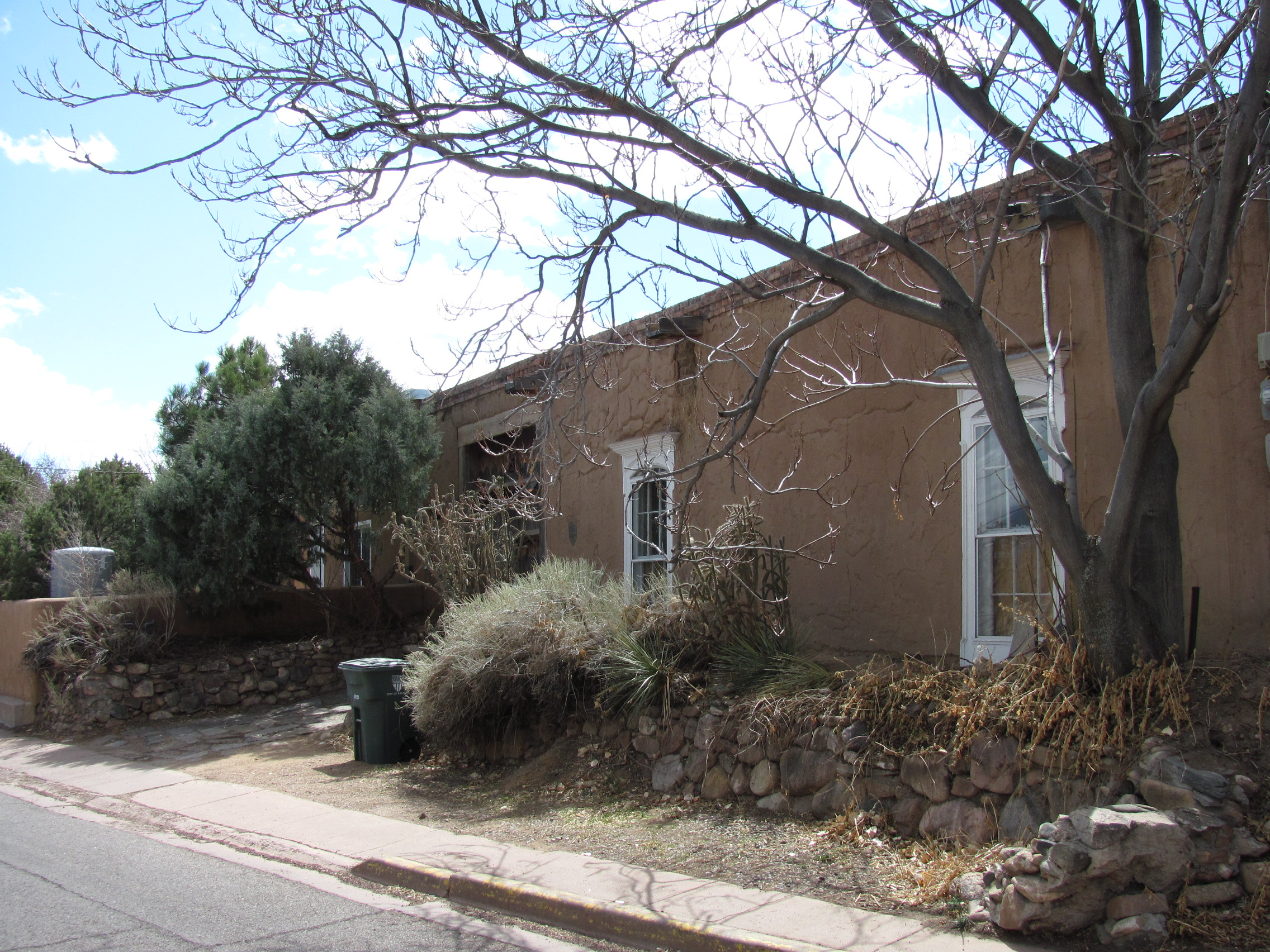
Casa natal de Donaciano Vigil en Santa Fe de Nuevo México

Donaciano Vigil nació en 1802 en Santa Fe de Nuevo México y fue educado por su padre. Cuando creció, Vigil medía quizás 188 cm y era muy fuerte. Se alistó en la milicia santafesina en 1823 como soldado raso y sirvió durante veinticinco años, ascendiendo al rango de capitán y comandante de compañía de la milicia de San Miguel del Bado. Vigil participó en muchas campañas contra los indios, ayudó a reprimir la rebelión de Chimayo (1837) y luchó contra la invasión fallida de los tejanos en 1841.
Vigil era inteligente, educado y hablaba inglés y español con fluidez. Fue secretario del gobernador Manuel Armijo y miembro de la Asamblea del Departamento desde 1838-1840 y nuevamente desde 1843-1845. Durante un año a partir de febrero de 1844 Vigil publicó un periódico llamado La Verdad. Como comerciante, conoció a muchos estadounidenses por el Camino de Santa Fe.
En 1846 Vigil y su compañía se movilizaron para resistir al ejército de los Estados Unidos que invadió Nuevo México bajo el mando del general Stephen W. Kearny, tomando una posición en Cañon Apache para evitar que las tropas estadounidenses llegaran a la capital. Sin embargo, el gobernador Manuel Armijo ordenó que las tropas se disolvieran sin luchar y Vigil obedeció bajo protesta. Kearny pudo ocupar Santa Fe y Nuevo México sin resistencia.

## Después de la invasión (1846-1851)
General Kearny quería líderes locales con experiencia para facilitar la transición al gobierno de los Estados Unidos, por lo que le ofreció a Vigil el puesto de Secretario del Gobierno Civil Territorial bajo el gobernador Charles Bent, el mismo puesto que tenía bajo el gobernador Armijo. Prefiriendo el gobierno progresista de Washington sobre el gobierno corrupto e ineficaz de la Ciudad de México, Vigil aceptó la oferta y se unió a los americanos. Ese año (1846), escribió un libro en el que criticaba al gobierno mexicano titulado "Arms, Indians and Mismanagement of New Mexico" (Armas, indios y mala administración de Nuevo México).
En reuniones secretas dirigidas por Don Diego Archuleta en una casa cerca de la iglesia militar La Castrenza en Santa Fe, los leales mexicanos eligieron a Tomás Ortiz gobernador con Archuleta como comandante general. Planearon una rebelión en la ciudad para el 19 de diciembre de 1846, pero luego la pospusieron para Nochebuena. Se enviaron emisarios leales al campo para exigir que el pueblo participe en el levantamiento en Santa Fe sobre la tercera campana de Misa del Gallo cuando todos los oficiales americanos serían capturados. Donaciano Vigil se enteró de la revuelta de Tules Barcelona, propietario del casino más grande de Santa Fe, e informó al comandante del Segundo Regimiento de Voluntarios de Caballería Montada de Misuri, general Sterling Price, que había arrestado a muchos conspiradores. Price colocó guardias en las casas de todos los demás conspiradores conocidos, sin embargo, Tomás Ortiz huyó a Chihuahua vestido como una sirvienta.
Algunos en Nuevo México todavía resistieron a los estadounidenses. Durante la revuelta de Taos, una fuerza de hispanos e indios pueblo mató al gobernador Bent en su casa en Taos el 19 de enero de 1847. Después de la muerte de Bent, el general Price le pidió a Vigil que se desempeñara como gobernador interino y él aceptó. Aceptó la oferta y sirvió durante casi dos años, pidiendo el establecimiento de escuelas públicas para estudiantes ricos y pobres y el establecimiento de una universidad para Nuevo México. También convocó la primera Legislatura Territorial y apoyó una convención territorial para decidir sobre la estadidad. El 10 de octubre de 1848, el coronel John M. Washington llegó a Santa Fe al frente de cuatro compañías de dragones y asumió los cargos de gobernador militar y civil. Vigil volvió a ser Secretario Territorial y permaneció en el cargo hasta 1851 cuando entró en vigor la nueva constitución territorial.
En abril de 1849 el padre Ramón Ortiz y Miera llegó a Nuevo México procedente de Chihuahua como comisionado encargado de repatriar a los neoméxicanos que deseaban ser repatriados a México. Fue recibido por el gobernador Washington y el secretario Vigil, quienes pensaron que era poco probable que tuviera éxito. Entonces, incluso ofrecieron transporte a mexicanos que querían repatriación. Sus actitudes cambiaron rápidamente cuando 900 personas en el pequeño pueblo de San Miguel del Vado presentaron solicitudes de asistencia para la repatriación. Vigil dijo que Ortíz no podía reclutar en persona porque su presencia perturbaría la paz, por lo que el padre Ortíz nombró agentes para reclutar familias de Nuevo México y aun así tuvo mucho éxito. En respuesta, Vigil tomó medidas enérgicas contra los esfuerzos de reclutamiento y afirmó que Ortíz estaba violando el Tratado de Guadalupe-Hidalgo y, como tal, la actividad de Ortíz era ilegal.

## Terrateniente (1851-1877)
Vigil había sido comerciante de tierras durante muchos años. Se mudó a Pecos en 1854, donde se convirtió en un importante terrateniente y fundó East Pecos. Construyó casas, almacenes y una acequia para alimentar su molino de grano. Fue comisionado escolar en el condado de San Miguel en 1871-1872. Un anciano fuerte, a los 74 años todavía era capaz de montar a caballo desde Pecos hasta Santa Fe, una distancia de 40 km. Murió en 1877, dejando un testamento que dividía su tierra entre sus numerosos hijos.